# Борковац (језеро)
Борковачко језеро или акумулација Борковац је вештачко језеро које се налази у Срему, 2 km удаљено од Руме, 20 km од Сремске Митровице, 40 km од Новог Сада и 60 km од Београда. Настало је 1972. године преграђивањем потока Борковац, а пуњење акумулације водом трајало је следеће три године.

## Опис
Језеро се простире правцем север–југ, у дужини од 2 km. Брана се налази на јужном делу акумулације, дужине је 209 m, а висине 11 m. Највећа ширина језера је у централном делу и износи 320 m, а највећа дубина је 5 m. Током просечног водостаја, дужина обале акумулације је 4400 m, а површина воде износи 360.000 m². Летња температура воде у језеру достиже и 29 °C, а провидно је и до пола метара дубине. Водоводна мрежа користи воду из језера.

## Екологија језера
Борковачко језеро се може окарактерисати као мезотрофно језеро, са великим потенцијалом за еутрофикацију. У њему је примећено цветање воде, у којем учествују модрозелене бактерије из родова Phormidium, Microcystis и Aphanisomenon, као и динофлагелата Ceratium hirundinella. Језеро је богато рибом, присутни су сом, смуђ, шаран, бабушка, бела риба, амур и толстолобик.